# Дегжа
Дегжа — деревня в Бежаницком районе Псковской области. Входит в состав сельского поселения муниципальное образование «Пореченское».
Расположено в 5 км к западу от райцентра, посёлка Бежаницы, и в 4 км к северо-западу от волостного центра, деревни Махново.
Название балтийского происхождения, ср. лит. degužė «кукушка».

## Население
Численность населения по оценке на 2000 год составляла 24 жителя.

## История
До 3 июня 2010 года деревня входила в состав ныне упразднённой Махновской волости.